# Bataille du Rocher de La Piochais (26 juillet 1795)
Pour les articles homonymes, voir Bataille du Rocher de La Piochais.
Chouannerie
Batailles
- Liffré
- 1re Argentré
- Expédition de Quiberon
- (Landévant et Mendon
- Plouharnel
- Quiberon)
- Segré
- 1er Rocher de La Piochais
- La Ceriseraie
- La Cornuaille
- 1re La Croix-Avranchin
- La Vieuville
- Boucéel
- 1re Saint-James
- 2e Rocher de La Piochais
- 2e La Croix-Avranchin
- Auverné
- Andigné
- Croix-Couverte
- Tinchebray
- L'Auberge-neuve
- Locminé
- Saint-Hilaire-des-Landes
- Val de Préaux
- Le Grand-Celland
- 2e Argentré
- Noyant-la-Gravoyère
- La Hennerie
- Saint-Aubin-du-Cormier
- Le Mans
- Nantes
- Saint-Brieuc
- Le Lorey
- Mont-Guéhenno
- La Tour d'Elven
- 2e Saint-James
- Les Tombettes
- Pont du Loc'h

La première bataille du Rocher de la Piochais a lieu le 26 juillet 1795 pendant la Chouannerie. Elle s'achève par la victoire des chouans, qui tendent une embuscade à un convoi républicain entre Landéan et Louvigné-du-Désert.

## Prélude
Le matin du 26 juillet 1795, la ville de Fougères fait sortir un vaste convoi qui s'engage sur la route de Caen,,. Une partie de celui-ci a alors pour objet de livrer deux caissons de vivres à la garnison du bourg de Louvigné-du-Désert, tandis qu'un fourgon de messagerie, venu de Rennes et chargé de 324 420 francs en assignats, doit poursuivre sa route jusqu'à Caen,,. Plusieurs négociants de Fougères et quelques voyageurs décident de profiter de l'escorte et de rejoindre le convoi qui se retrouve grossi de plusieurs charrettes et d'une chaise de poste, dans laquelle s'installent plusieurs femmes,,. Les voyageurs se placent entre l'avant-garde et les voitures,,. Une partie du détachement forme une arrière-garde, tandis que le reste marche sur deux files à droite et à gauche du convoi,. Des éclaireurs sont également disposés sur les ailes,,.
Cependant, les chouans de la région de Fougères sont informés la veille de la sortie de ce convoi et de sa destination,,. Les frères Aimé et Guy Picquet du Boisguy rassemblent leurs hommes pendant la nuit et décident de tendre une embuscade au rocher de La Piochais — aussi appelé rocher de la Plochais ou rocher de la Plochaye,, — à l'ouest du bourg de La Bazouge-du-Désert, entre Landéan et Louvigné-du-Désert,,.

## Sources
Côté républicain, le déroulement du combat est principalement relaté par trois rapports des administrateurs du district de Fougères. Le premier est rédigé le 8 thermidor an III (26 juillet 1795), au soir même du combat, le deuxième le 11 thermidor (29 juillet) et le troisième, le plus long et le plus détaillé, le 16 thermidor (3 août)..
Du côté des chouans, l'officier royaliste Toussaint du Breil de Pontbriand rédige un récit du combat dans ses mémoires. Celui-ci place l'affrontement à la date du 28 juillet 1795, cependant les sources républicaines donnent la date du 26 juillet 1795,,,.

## Forces en présence
L'escorte du convoi est constituée de soldats du 1er bataillon d'infanterie légère de Nantes et de gardes territoriaux de Fougères,,. D'après les rapports républicains, elle rassemble 125 à 140 hommes,,. La garnison de la ville de Fougères compte quant à elle 200 hommes.
Dans ses mémoires, le colonel chouan Toussaint du Breil de Pontbriand fait mention de 600 hommes d'une « division nantaise » et de 60 gardes territoriaux,,. 
Le nombre des chouans engagés lors de ce combat est 1 200 selon un des rapports républicains,, et de 700 d'après les mémoires de Pontbriand,,. Aimé Picquet du Boisguy commande le centre, Guy Picquet du Boisguy l'aile gauche et Auguste Hay de Bonteville l'aile droite,.

## Déroulement

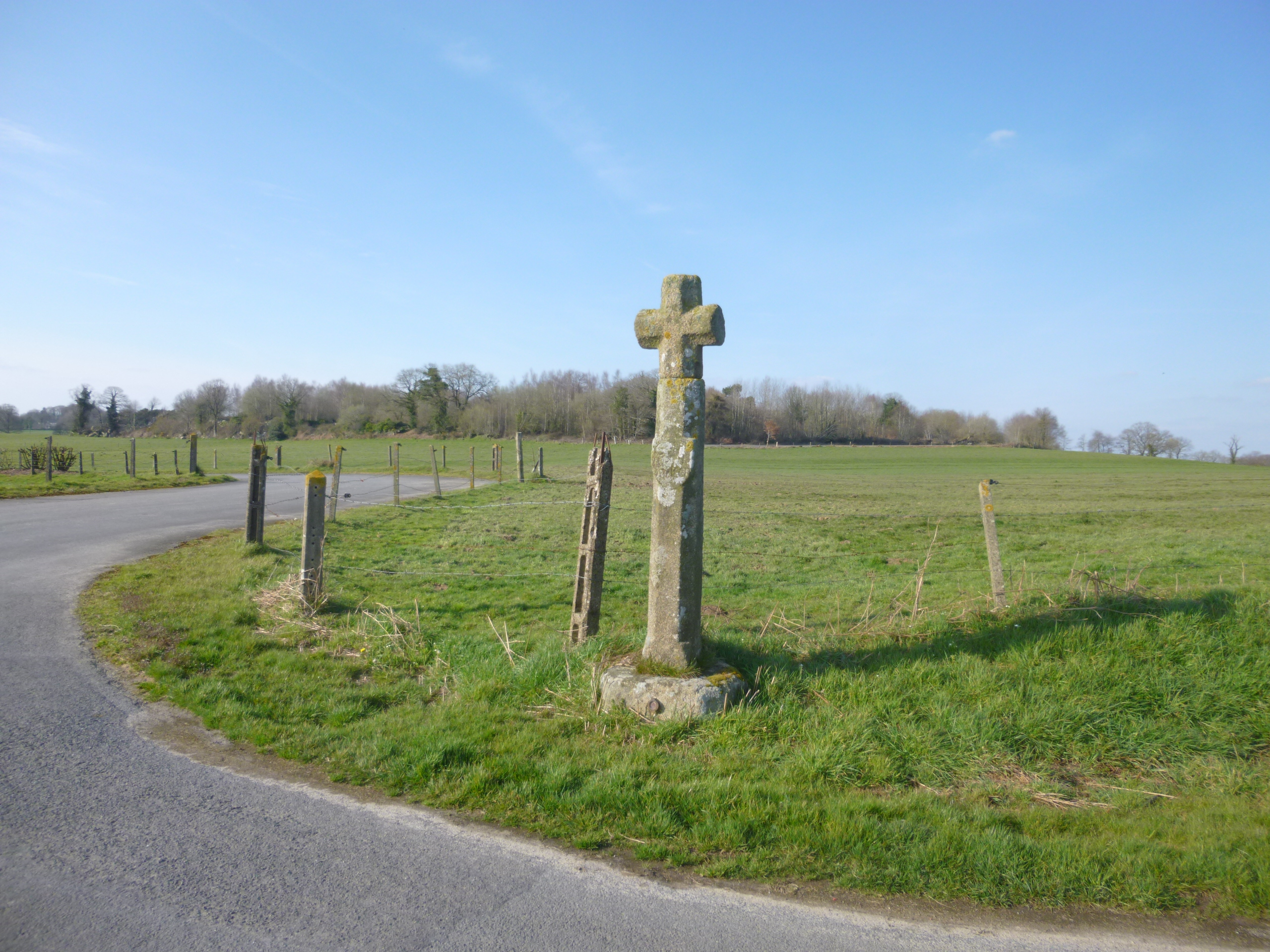
Vue en 2016 des hauteurs du Rocher de la Piochais depuis la route de Fougères.

Le matin du 26 juillet, le convoi républicain sort de la ville de Fougères et se met en route pour Caen. Après avoir traversé la forêt de Fougères et le bourg de Landéan, il arrive au Rocher de La Piochais à huit heures et demie du matin,,. Les chouans occupent une position très favorable,,. Les républicains sont alors engagés dans une route resserrée par des marais presque impraticables, ce qui les empêchent de faire éclairer leur marche,,. 
L'avant-garde, constituée de gardes territoriaux, arrive au milieu des chouans sans découvrir l'embuscade et se laisse complètement surprendre,,,. D'après Pontbriand, elle essuie des tirs « presque à bout portant » et ne peut se mettre en bataille à cause de la nature du terrain,. En un quart d'heure, elle est mise en complète déroute,.
Les simples voyageurs, dont la plupart sont sans arme, cèdent alors à la panique et se jettent au milieu du reste l'escorte en semant la confusion dans ses rangs,. Malgré de vains efforts des officiers pour rallier leur soldats, la déroute devient rapidement générale,,. Les chouans s'emparent du convoi et poursuivent les républicains jusque dans la forêt de Fougères,,,. D'après le rapport des administrateurs, c'est lors de cette poursuite que la troupe subit la majeure partie de ses pertes,. Un groupe de 25 chasseurs nantais et gardes territoriaux trouvent refuge au Loroux,. D'autres se rendent à Aimé du Boisguy et au capitaine Louis Salmon, dit « Le Blond », dans le bourg de Landéan, où ils sont ensuite enfermés,.

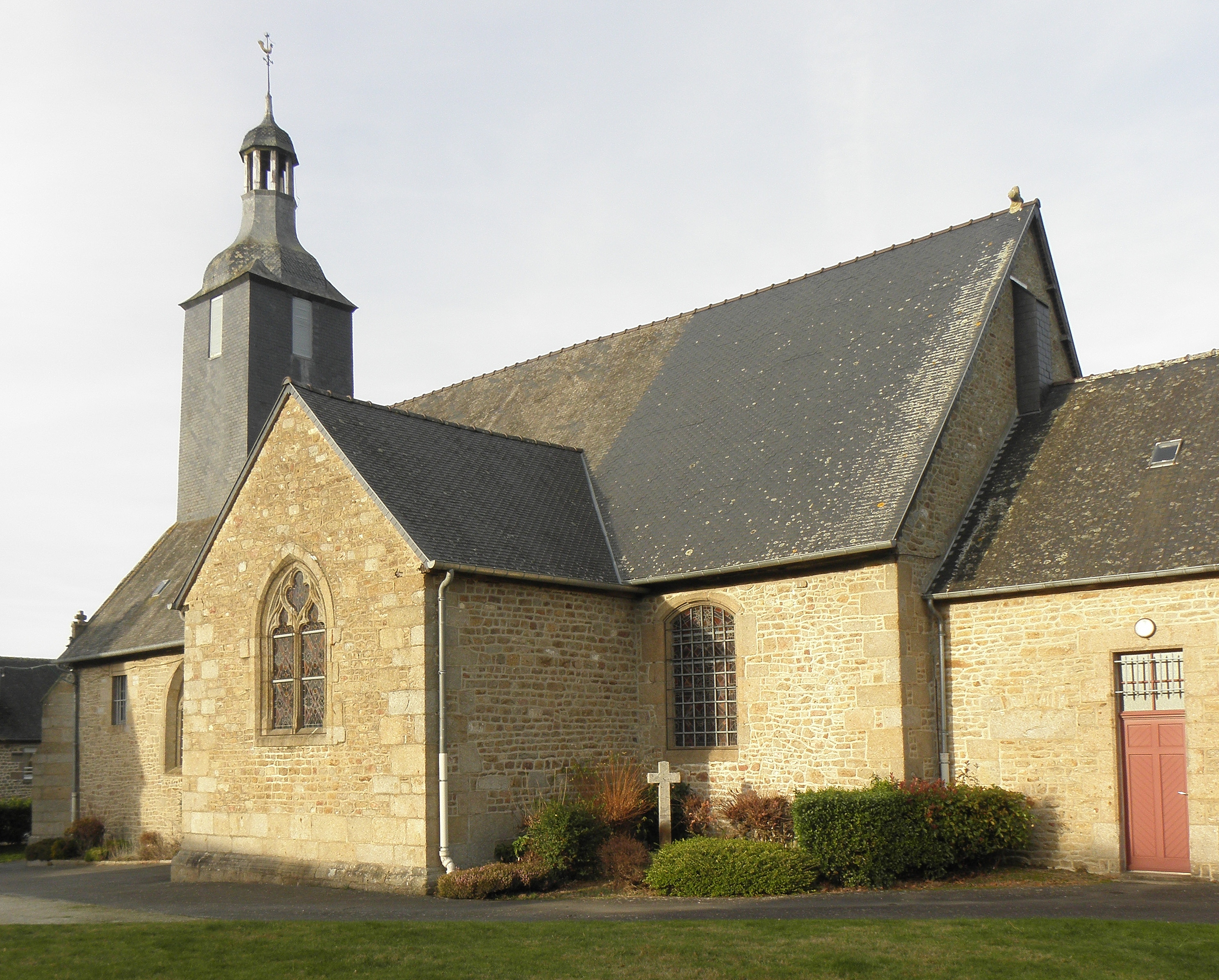
Vue en 2016 de l'église de Landéan.

Le chef chouan Guy Picquet du Boisguy est tué à cet instant du combat,,,. D'après le récit de Pontbriand, il se devance presque tous ses hommes et rattrape un groupe d'une vingtaine de républicains en les sommant de se rendre, mais il s'embourbe dans un petit marais,. Des gardes territoriaux ouvrent alors le feu sur lui et l'atteignent de deux ou trois balles, avant de reprendre leur fuite,. Guy du Boisguy est ensuite transporté par ses hommes au village de La Cherbonnelais, à l'est du bourg de Landéan, où il succombe deux heures plus tard,,.
Alertée par le bruit de la fusillade, la ville de Fougères fait sortir à neuf heures du matin une partie de sa garnison et de sa garde nationale pour venir en aide au convoi,. Ce détachement rallie une partie des fuyards et se porte sur les lieux des combats,. À onze heures, elle atteint les chouans à la sortie de la forêt, aux abords du bourg de Landéan,. D'après le rapport du district, les républicains essuient une décharge sans y répondre, puis marchent à la baïonnette,. Les chouans prennent alors la fuite et se dispersent,. Pontbriand donne un récit différent dans ses mémoires,. Selon lui, les chouans de Bonteville affrontent la garnison de Fougères pendant une heure et celle-ci finit par battre en retraite sans être poursuivie,.
D'après les administrateurs de Fougères, les chouans fusillent sommairement une quinzaine de prisonniers au cours de ce dernier combat,. Selon le troisième rapport du district, l'ordre est donné par Aimé du Boisguy qui tue de sa main plusieurs républicains,. Les gardes territoriaux auraient été « principalement l'objet de sa fureur ». Aimé du Boisguy venait alors d'apprendre la mort de son frère et il aurait pu avoir agit ainsi par vengeance, dans un mouvement de colère.

## Conséquences
Après le départ des chouans, les républicains reviennent explorer le champ de bataille,. Ils trouvent le fourgon vide et plusieurs voitures pillées,. Le fourgon est ramené à Fougères, mais les deux caissons de vivres sont retrouvés et renvoyés à Louvigné-du-Désert,. Le reste de la journée et le lendemain, les républicains achèvent de reconnaître les morts et de les faire enterrer,.
Le 3 août, le district alerte le département sur l'état préoccupant de la ville de Fougères,,. Elle annonce que la garnison « affaiblie encore et même effrayée par cet échec, n'est plus en état de fournir des détachements assez forts pour protéger l'arrivage des subsistances »,,. Les magasins militaires sont épuisés et les habitants de la ville manquent de grains, de bois et des denrées de première nécessité,,. De leur côté, les chouans, « enflés du succès qu'ils ont obtenu et des nouveaux moyens offensifs qu'il leur procure », n'hésitent plus à s'approcher la nuit des portes de la ville pour lâcher des coups de fusil sur les avant-postes,,. Le 6 août, les administrateurs alertent que « la très grande majorité des campagnes est au pouvoir des Brigands ». Quelques jours plus tard, ils lancent un nouvel appel : « Notre ville est bloquée de tous côtés [...] Les approvisionnements de toute espèce manquent. Les routes sont partout interceptées, les ponts coupés en plusieurs endroits ».
Le département alerte alors le général Hoche à Rennes, qui s'engage à envoyer des renforts,. Le 9 août, le 2e bataillon de la 154e demi-brigade et trois compagnies de carabiniers font leur entrée à Fougères,. Quelques jours plus tard, le général Rey donne l'ordre au général Humbert, le commandant de la garnison de Vitré, d'y envoyer également une partie de la 12e demi-brigade,.

## Pertes
Le bilan des pertes républicaines varie quelque peu selon les rapports. Le soir même du combat, le district de Fougères annonce un bilan de 80 à 100 morts, 13 prisonniers fusillés et 10 ou 12 blessés,. Le 29 juillet, les administrateurs font état de plus de 80 morts. Le 31 juillet, l'administrateur fougerais Le Beschu écrit au représentant Lebreton que 100 hommes de l'escorte ont été tués,. Le 3 août, le district rapporte au département que les pertes sont d'au moins 50 morts, dont un sous-lieutenant, de 11 blessés et de 15 prisonniers sommairement exécutés par les chouans, mais dont plusieurs parviennent à survivre à leurs blessures,,. Le 29 mai 1796, l'affrontement est également brièvement évoqué lors d'une fête républicaine, appelée « fête de la Reconnaissance et des Victoires », organisée à Nantes : « Un détachement de 100 hommes, commandé par Chamond, entouré à l'affaire de Fougères, le 8 thermidor an 3 par 3 000 chouans, refusent de se rendre, ils sont tous tués ».
Les pertes résultant du pillage sont estimées à plus d'un million et demi de francs en assignats,. Quinze chevaux ont été tués ou pris et une importante quantité d'armes et de munitions a été abandonnée aux chouans,.
Contrairement à son habitude, Pontbriand ne donne aucun bilan des pertes pour ce combat et fait seulement mention de 45 soldats républicains faits prisonniers, dont un lieutenant, qui sont enfermés au bourg de Landéan,,. Un autre officier chouan, Marie Eugène Charles Tuffin de La Rouërie, écrit quant à lui dans un mémoire remis le 10 février 1796 au ministre britannique William Windham, qu'« au Rocher de la Plochais, sur la route de Fougères à Louvigné, les Républicains, au nombre de six cents, escortant un convoi, furent battus avec perte de deux cent cinquante hommes et du convoi ». Cependant ce passage s'applique peut-être à la deuxième bataille du Rocher de La Piochais, livrée le 21 décembre 1795.
Les pertes des chouans ne sont pas connues, mais le troisième rapport du district de Fougères reconnait que ces derniers ne perdent qu'« un petit nombre des leurs ». Parmi les morts figure Guy Picquet du Boisguy, qui est secrètement enterré pendant la nuit au cimetière de Landéan,. Selon une déposition enregistrée le 28 juillet par les administrateurs de Fougères, le chef chouan est tué par un garde territorial nommé Jorse, qui revendique également la mort de son domestique, nommé Henry,. En récompense, celui-ci reçoit une somme de 3 000 livres. Le district de Fougères, écrit cependant dans son rapport du 3 août que Guy du Boisguy a été tué par un garde territorial d'origine allemande nommé Zemmer, ou Pierre Leeuws. 
Les administrateurs font également mention de la mort d'au moins six civils lors de l'attaque du convoi : Desroyer et Dagnet, commissaires pour les réquisitions aux grains ; Cloutier et Vincent, négociants de Fougères, et deux jeunes femmes nommées Fesselier et Chobé,,. Bernardine Boëda, épouse du commissaire Julien Dagnet, et sa mère, Françoise Boëda, sont portées disparues et supposées tuées. D'après Pontbriand, les demoiselles Fesselier et Chobé sont fusillées par un groupe de six chouans qui s'emparent de tout leur argent,. Aimé du Boisguy est informé de ces meurtres au cours de la nuit et donne l'ordre de retrouver les coupables,. Le capitaine Joseph Boismartel, dit « Joli-Cœur », est suspecté et arrêté, mais aucune preuve n'est trouvée contre lui,,. En revanche, deux autres chouans, Pierre Froustel et Charles Costas, sont arrêtés et jugé par un conseil de guerre à Saint-Brice-en-Coglès le 12 août,. Reconnus coupables, ils sont condamnés à mort et exécutés le même jour,,.